# Marszałki (Białoruś)
Marszałki (biał. Маршалкі; ros. Маршалки) – wieś na Białorusi, w obwodzie mińskim, w rejonie wołożyńskim, w sielsowiecie Wołożyn. Obecnie Marszałki obejmują również dawną wieś Miłosze.
W dwudziestoleciu międzywojennym wsie Marszałki i Miłosze leżały w Polsce, w województwie nowogródzkim, w powiecie wołożyńskim.